# Копальня Макатеа
Копальня Макатеа – колишній гірничодобувний майданчик у Полінезії, який охоплював більшість острова Макатеа (заморське володіння Франції).
Протягом другої половини XIX століття численні острови Тихого океану були місцем розробки покладів гуано, зокрема такого, що втратило більшість азоту та перетворилось на фосфорне добриво (фосфоритного гуано). Протягом кількох десятиліть такі роботи обмежувались островами, що змогли видати від кількох тисяч до кількох сотень тисяч тонн добрива  (Уолпол, Честерфілд, Молден, Старбак, Джарвіс, Бейкер, Гауленд, Ендербері та інші), допоки справа не дійшла до розробки найбільших родовищ, пов'язаних з островами Ангаур, Науру, Оушен та Макатеа (де унаслідок реакції фосфорної кислоти з гуано та вапняків виникли справжні фосфорити). За одними даними, видобуток на останньому вели з 1906-го, тоді як за іншими роботи почались лише в 1917 році.
Розробка велась відкритим способом. Фосфоритоносну породу вилучали із вапнякових порожнин природнього походження вручну (як наслідок, на піку видобутку чисельність населення Макатеа досягнула 3000 осіб, тоді як після його припинення скоротилась до трьох десятків) та вивозили на тачках  до вагонеток. Останні за допомогою локомотивів доправляли породу до берегового пункту відвантаження, при цьому залізниця на Макатеа стала єдиною в історії Французької Полінезії. Унаслідок робіт утворились численні («тисячі») порожнини, глибина яких може сягати 90 метрів. Всього розробка охопила 900 гектарів або третину острова (що становить собою піднятий атол).
Роботи тривали до 1966 року, при цьому накопичений видобуток оцінюється у 11 млн тонн. Фосфорити з Макатеа вирізнялись високою якістю – від 80% до 85% трикальційфосфату при низькому вмісті заліза та алюмінію – та постачались передусім суперфосфатним заводам Австралії та Нової Зеландії.
В першій половині 2020-х з’явились плани відновлення видобутку, що мають на меті вилучити залишкові запаси в обсязі 6,5 млн тонн.